# Ludvig Soldin
Ludvig Alexander Soldin, född 19 november 1826 i Norrköping, död 16 oktober 1859 i Hamburg, var en svensk läkare.
Ludvig Soldin var son till klädesfabrikören Alexander Ludvig Soldin. Han blev student vid Uppsala universitet 1848 och bedrev därefter medicinska studier i Prag, Würzburg, Berlin och Bern och blev i Bern 1851 medicine och kirurgie doktor. Han öppnade sedan praktik i Stockholm, där han bland annat var koleraläkare i Katarina församling 1853. Starkt socialt intresserad deltog han i folkbildningsarbetet som föreläsare i Stockholms bildningscirkel. Vidare startade han ett bageri för tillverkning av billigt bröd åt mindre bemedlade men det måste snart av kostnadsskäl läggas ned. Soldin gav under 1850-talet ut flera skrifter i medicinska och hygieniska frågor. Även i tidningspressen medverkade han med populärvetenskapliga artiklar. I en serie i Göteborgs Handels- och Sjöfartstidning 1855 med titeln Några af de vigtigaste, genom vetenskapen funna medel för helsans bevarande berörda han hälsovådligheten i att jorda de döda, och 1857 utvecklade han sina idéer i en artikel i Aftonbladet, Om liks förbrännande, där han såväl av hygieniska som av estetisk skäl förordade eldbegängelse i stället för jordande och föreslog bildandet av en eldbegängelseförening. Sistnämnda artikel väckte stort intresse men gav också anledning till häftiga angrepp på Soldin från vissa tidningar, främst Fäderneslandet och Folkets Röst. Förföljelserna, vilka hade starkt inslag av antisemitism då Soldin var jude, tog sådana proportioner, att Soldin för att försvara sina idéer och sin person väckte åtal och drogs in i en härva av processer. En vän och försvarare hade han i August Blanche, Själv utgav han 1858 broschyren Om skandal-skrifveriet och dess hämmande, där han sökte påvisa juryinstitutionens briser och drog upp riktlinjer för en reform av denna. Samma år startade han tidskriften Förposten i hopp om att denna genom högvärdigt innehåll och mönstergill redigering skulle kunna vinna publiken och få den att ta avstånd från skandalpressen. Den utkom endast med sex nummer. De olidliga förhållandena och processandet hade då så skadat Soldins rykte och praktik, att han tvingades lämna Sverige. han slog sig ned i Hamburg, där han bland annat sysslade med författarskap. Hans hälsa var dock bruten, och han avled kort därefter.